# Kościół Narodzenia Najświętszej Maryi Panny w Choszcznie
Kościół Narodzenia Najświętszej Maryi Panny w Choszcznie – rzymskokatolicki kościół parafialny w Choszcznie, w województwie zachodniopomorskim. Należy do dekanatu Choszczno archidiecezji szczecińsko-kamieńskiej.

## Historia
W 1309 roku miejską świątynię objął zakon joannitów i to oni w 1. połowie XIV wieku zbudowali w stylu gotyckim dzisiejszy kościół, w miejscu romańskiego kościoła granitowego z XIII wieku. Przypuszczalnie kościół ukończono do 1350 roku, ponieważ z tego okresu pochodzi wzmianka o ufundowaniu ołtarza bocznego. Około 1400 ukończono budowę wieży na wcześniejszym fundamencie. W 1536 roku świątynia została odebrana joannitom i przejęta przez protestantów. W 1511 wieża kościoła i wyposażenie zostały zniszczone przez pożar. Podczas wojny trzydziestoletniej kościół ponownie spłonął w lipcu 1636 roku i w wyniku pożaru zawaliły się sklepienia nad nawami. W latach 1640–1663 kościół został odbudowany, ale zamiast sklepień zainstalowano drewniany strop. W 1663 roku zakończono odbudowę wieży. W 1734 roku założono namiotowy dach na wieży. W 1801 roku na wieży założono nowy stożkowy dach. 
W latach 1859–1862 kościół został poddany neogotyckiej przebudowie przez Emila Karla Flaminiusa, który zrekonstruował maswerki w oknach, zbudował wieżyczki klatek schodowych, usunął barokowe wyposażenie, zbudował nowe sklepienia naw i prezbiterium, a w specjalnej wnęce umieścił przeniesione z innej budowli gotyckie "Drzewo Jessego". 
W lutym 1945 roku, podczas walk o miasto, kościół uległ zniszczeniu - utracono dachy, zawaliły się sklepienia i spłonęło wyposażenie. Natychmiast przystąpiono do odbudowy świątyni. W dniu 8 grudnia 1947 zostało poświęcone odbudowane prezbiterium (proj. inż. Zbigniew Knothe). Od 1956 roku, kiedy proboszczem został ks. Tadeusz Sorys, rozpoczęto prace rekonstrukcyjne nawy głównej, które miały przywrócić świątyni pierwotny wygląd gotycki. Prace były wykonywane według projektu bytomskiego plastyka Pawła Sznela. Prace rozpoczęły się w dniu 20 maja 1956 roku, a odbudowa wnętrza budowli została zakończona 21 kwietnia 1957 roku. W tym samym roku, poznański malarz P. Padee, namalował na ścianach prezbiterium sześć scen z życia Jezusa Chrystusa. Rok później, w 1959 roku, poznański organomistrz Saganowski zbudował organy. Po ukończeniu prac związanych z nawą, rozpoczęły się prace przy odbudowie wieży. Analizę stanu wieży i projekt jej odbudowy zostały wykonane w 1962 roku przez inżyniera Zygmunta Konarzewskiego. Dopiero po 1967 roku, podczas urzędowania księdza proboszcza Jana Abramskiego, rozpoczęły się prace przy rozbrajaniu niewypałów tkwiących w murach wieży. Nadzór budowlany nad tymi pracami sprawował inżynier Stefan Kwilecki. Odbudowa wieży zakończyła się w 1972 roku. W 1991 roku na wieży dachówkę zastąpiono blachą.
8 grudnia 1975 roku nastąpiło uroczyste poświecenie świątyni. W czasie tej konsekracji poświęcona została między innymi kopia obrazu Matki Bożej Nieustającej Pomocy. Poprzedni metropolia szczecińsko-kamieński Arcybiskup Marian Przykucki doceniając miejscowy kult maryjny dnia 8 grudnia 1993 roku erygował w tutejszym kościele Sanktuarium Matki Bożej Nieustającej Pomocy.

## Wyposażenie

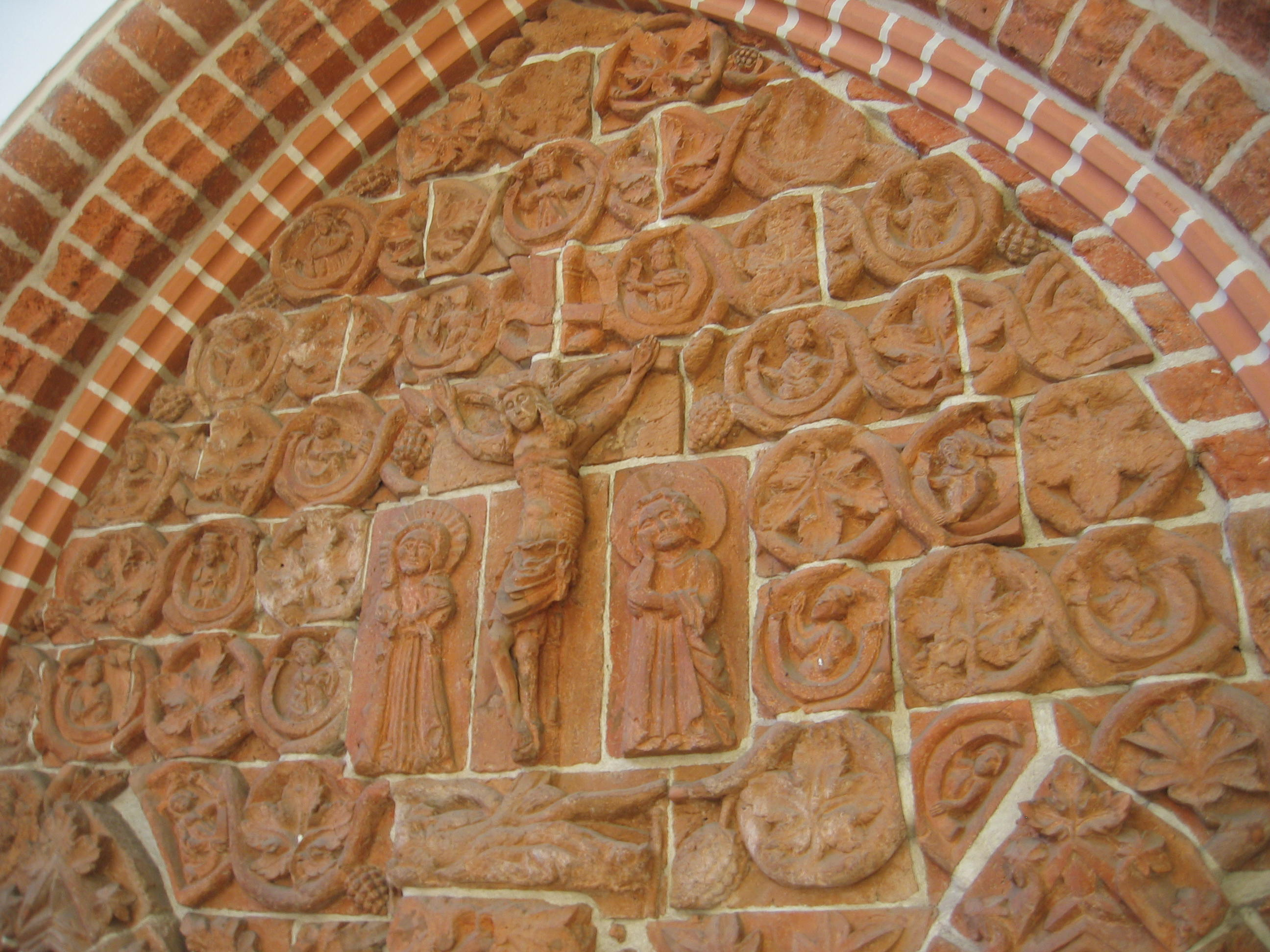
Gotycka płaskorzeźba "Drzewo Jessego" z około 1350 r.

Najcenniejszym zabytkiem choszczeńskiej fary jest, znajdujące się na bocznej ścianie prezbiterium, – „Drzewo Jessego” - ceramiczna płaskorzeźba przedstawiająca rodowód Chrystusa. Płaskorzeźba powstała około 1350 roku. W środku kompozycji umieszczony został wizerunek ukrzyżowanego Chrystusa, któremu towarzyszy Maryja i św. Jan. Po bokach przedstawiono 21 wizerunków przodków Chrystusa. Choszczeńskie „Drzewo Jessego” to rzadkość na skalę europejską. Według Janiny Kochanowskiej choszczeńskie Drzewo Jessego powstało w XIV w. dla nieistniejącego już klasztoru franciszkanów. W XVII w., w wyniku dwóch pożarów, klasztor ten uległ zniszczeniu i wówczas to płaskorzeźba została przeniesiona na zewnętrzną ścianę choszczeńskiej fary. Do wnętrza, na swoje obecne miejsce, trafiła w połowie XIX w. podczas remontu świątyni. Płaskorzeźba może też pochodzić z klasztoru cystersów w Bierzwniku.
Na uwagę wewnątrz świątyni zasługują dwa epitafia znajdujące się w ścianie przy wyjściu z zakrystii w nawie głównej. Są to: epitafium nagrobne burmistrza Mikołaja Rebentischa z XV stulecia, oraz epitafium nagrobne kolatorki Scholastyki Elżbiety von Schack z 1787 roku, która ufundowała dach budowli. W kruchcie zachowała się chrzcielnica neogotycka z XIX wieku.

## Galeria

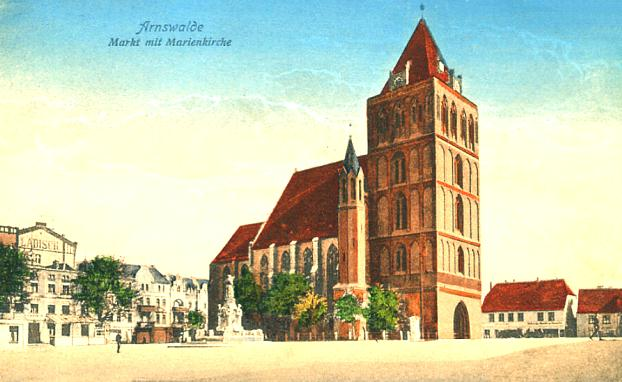
Dawny wygląd kościoła po przebudowie neogotyckiej
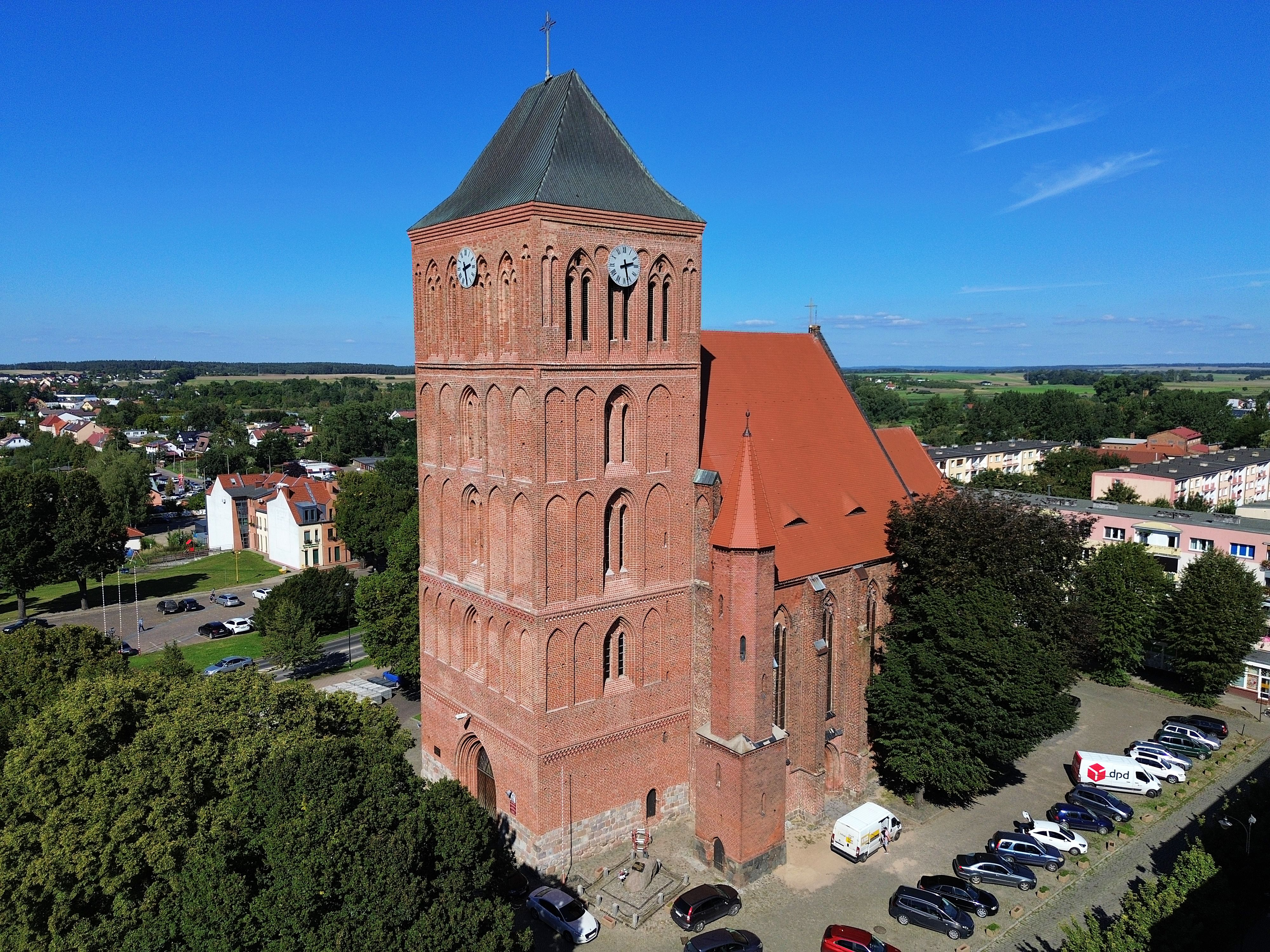
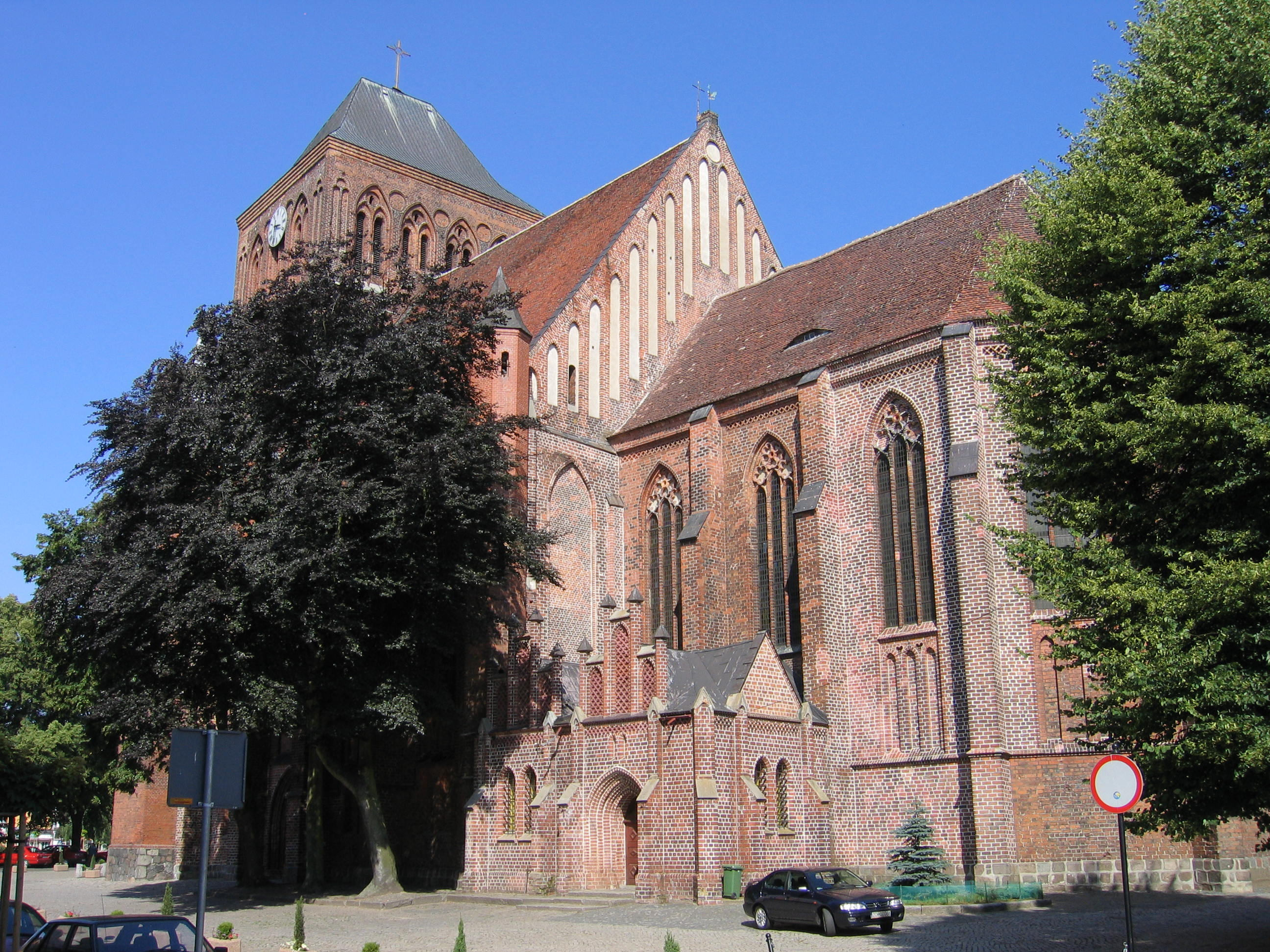
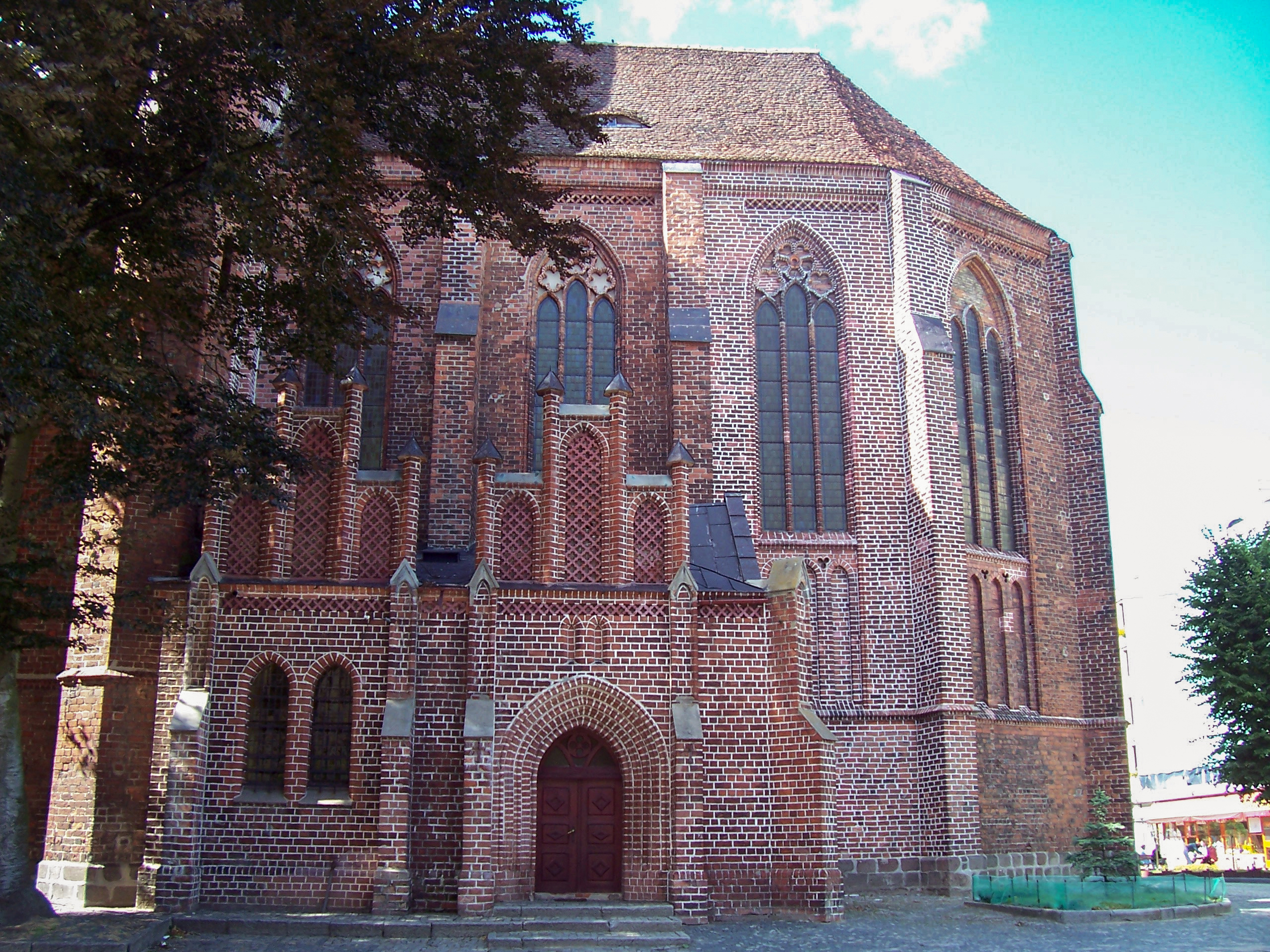
Prezbiterium
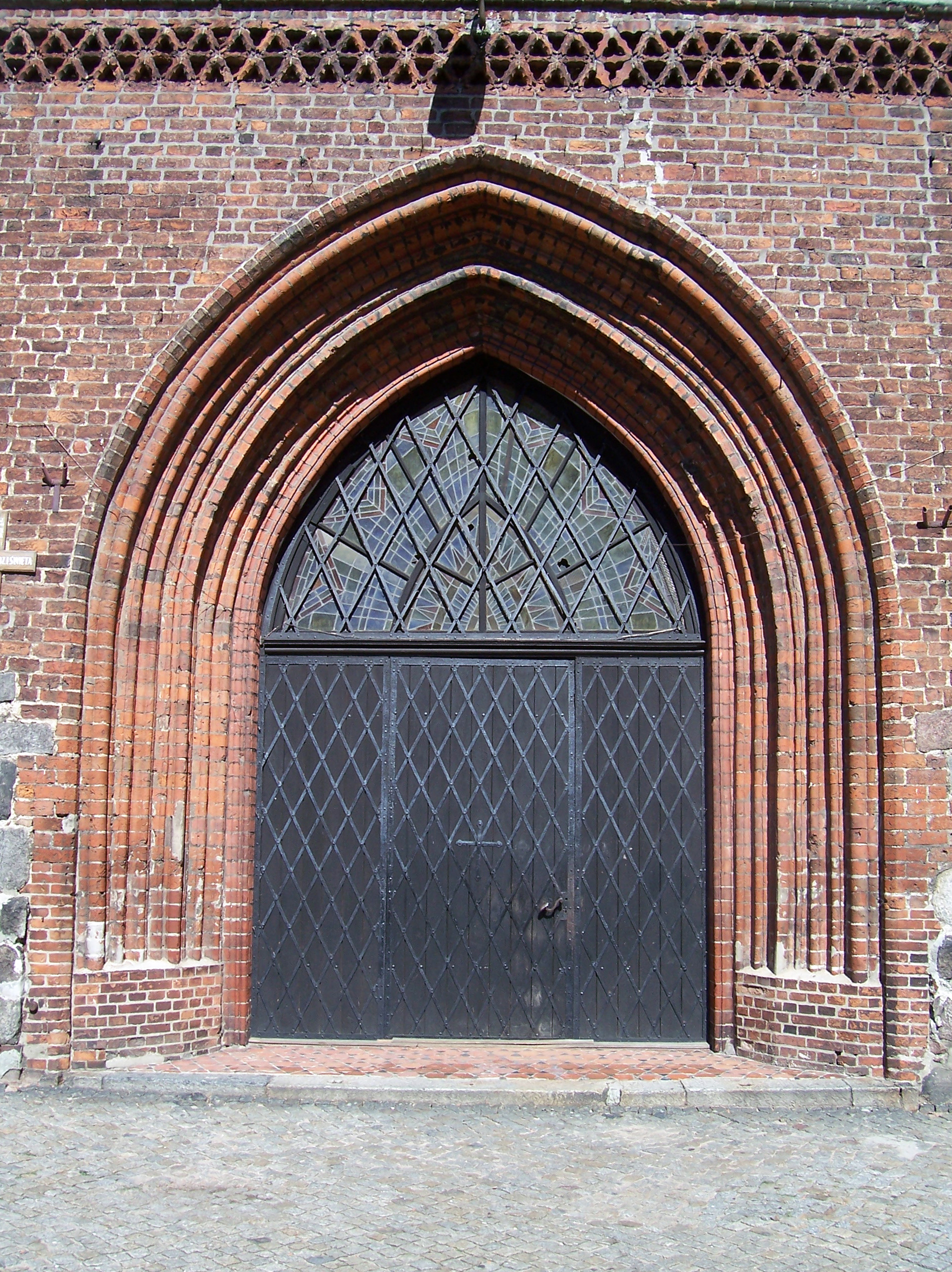
Portal
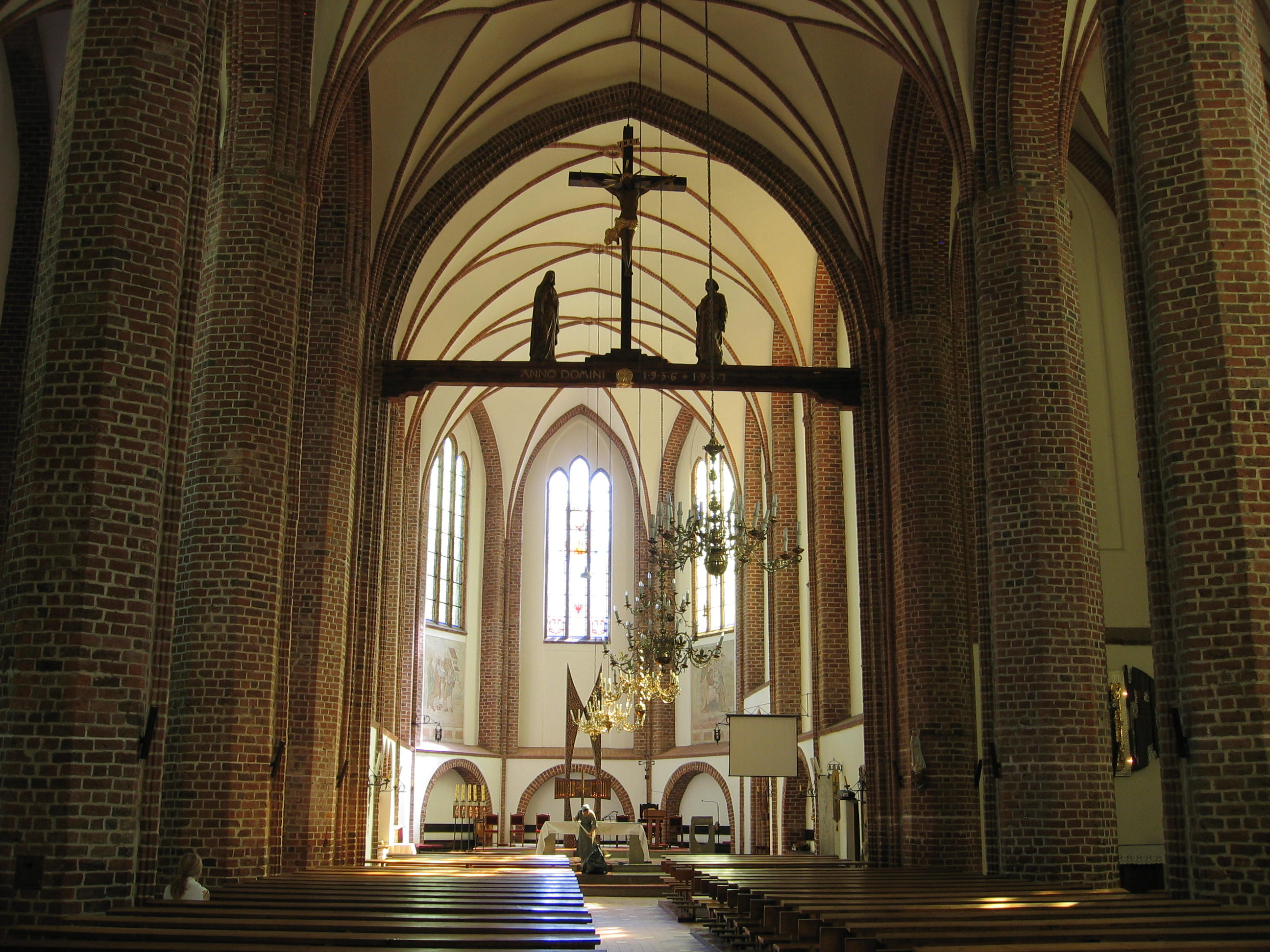
Widok na prezbiterium